# 제주특별자치도
제주특별자치도(濟州特別自治道, 제주어: 제주특벨ᄌᆞ치도, 영어: Jeju Special Self-Governing Province)는 대한민국의 제주도(濟州島)와 부근 섬들을 관할하는 특별자치도이다. 대한민국에서 가장 큰 섬인 제주도를 비롯하여 마라도, 우도, 추자군도 등을 포함한 유인도 8개, 무인도 55개로 구성되어 있다. 한라산 일대의 아름다운 자연 경관으로 관광업 등 서비스업과 어업이 발달하였고, 제주 화산섬과 용암 동굴은 유네스코 세계 자연 유산에 등재되었다.
조선시대에는 전라도에 속했으나, 1946년 8월 전라남도에서 분리되어 제주도(濟州道)로 승격되었다.
2006년 7월 1일부터 특별자치도로 승격되어 자치경찰의 실시, 교육자치권의 확대, 일부 중앙권한의 이양, 자치입법권, 자치재정권의 부여 등 지역적 자치권이 고도화되었다. 하위에 기초지방자치단체를 두지 않은 단층제 광역자치단체이며, 남북으로 두 개의 행정시인 제주시와 서귀포시가 설치되어 있다.

## 역사

### 선사 시대와 탄생 설화

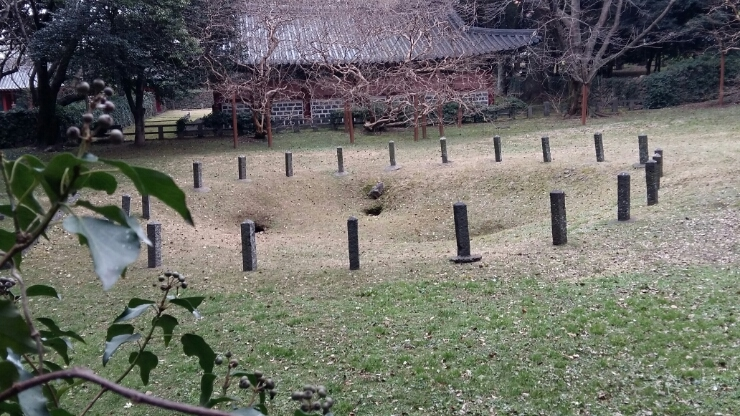
탐라 건국신화의 배경인 삼성혈

대한민국에서는 제주를 예로부터 도이(島夷), 동영주(東瀛洲), 섭라(涉羅), 탐모라(耽牟羅), 탐라(耽羅), 탁라(乇羅), 영주(瀛洲) 등이라고 불렀다. 이들은 명칭중 동영주와 영주만을 제외하고는 모두가 '섬나라'라는 뜻이다.
제주도에는 이미 초기 신석기 시대(약 1만여 년 ~ 8천 년 전) 이래로 현생인류가 거주하였다. 고산리, 북촌리 등 여러 지역에서 발굴되는 돌을 가공한 각종 석기나 동물의 뼈를 다듬어 만든 골각기, 토기 등은 이를 뒷받침하고 있으며, 또한 하모리, 삼양동, 가파도 등의 지역에서 청동기 시대와 철기 시대의 유적인 고인돌과 간석기, 토기, 독무덤 등이 발굴되고 있다.
제주도는 섬이라는 지리적 특징으로 인해 타 지역과 달리 3성(三姓)신화가 존재한다. 이에 따르면 태고에 양을나(良乙那), 고을나(高乙那), 부을나(夫乙那)라고 하는 세 신이 한라산 북쪽 모흥혈(毛興穴, 오늘날 삼성혈)이라는 땅에서 솟아나와 사냥을 하며 살았다고 한다. 이들은 벽랑국(碧浪國)에서 들어온 세 공주를 아내로 맞아 농사를 짓고 소와 말을 기르며 살면서 제주도의 성씨의 선조가 되었다고 한다.
별도로, 제주도 전통무가 중에 천지가 생성되는 '배포도업'과 두 형제가 서로 겨루어 이승과 저승을 나누어 다스리는 '천지왕본풀이'가 전해지고 있다.

### 삼국 시대와 고려
고을나의 15대 후손인 후, 청, 계의 세 형제가 신라에 입조해 탐라의 벼슬을 받아 탐라를 개국하였다. 삼국사기의 기록에 의하면 476년에 탐라국이 백제에 공물을 바쳤으며, 498년에 백제 동성왕에 의해 복속되었다. 662년에는 신라의 복속이 되었다.
938년(태조 21년)에 탐라국의 태자 고말로가 고려 조정에 입조해 탐라국이 고려 왕조에 편입되었다. 이것으로 고려가 황제국이란 것의 증거가 되기도 한다. 그 이후에도 고려시대 내내 탐라국·성주·왕자 등의 칭호는 유지되는 등 탐라국의 자치적 성격은 강하게 유지되고 있었다.
탐라국은 1104년(숙종 10년)에 군주제가 폐지되고 탐라군으로서 고려의 행정 구역이 되었다. 그러나 실제적으로 왕자가 섬을 통치하는 왕국의 형태를 갖고 있었다.
1273년 몽골(원나라)에 저항하던 삼별초가 고려군에 의해 진압되고 원나라에 의해 탐라총관부가 설치된다. 1295년 탐라는 다시 고려에 귀속되었고 제주로 개칭되었다.

### 조선 시대

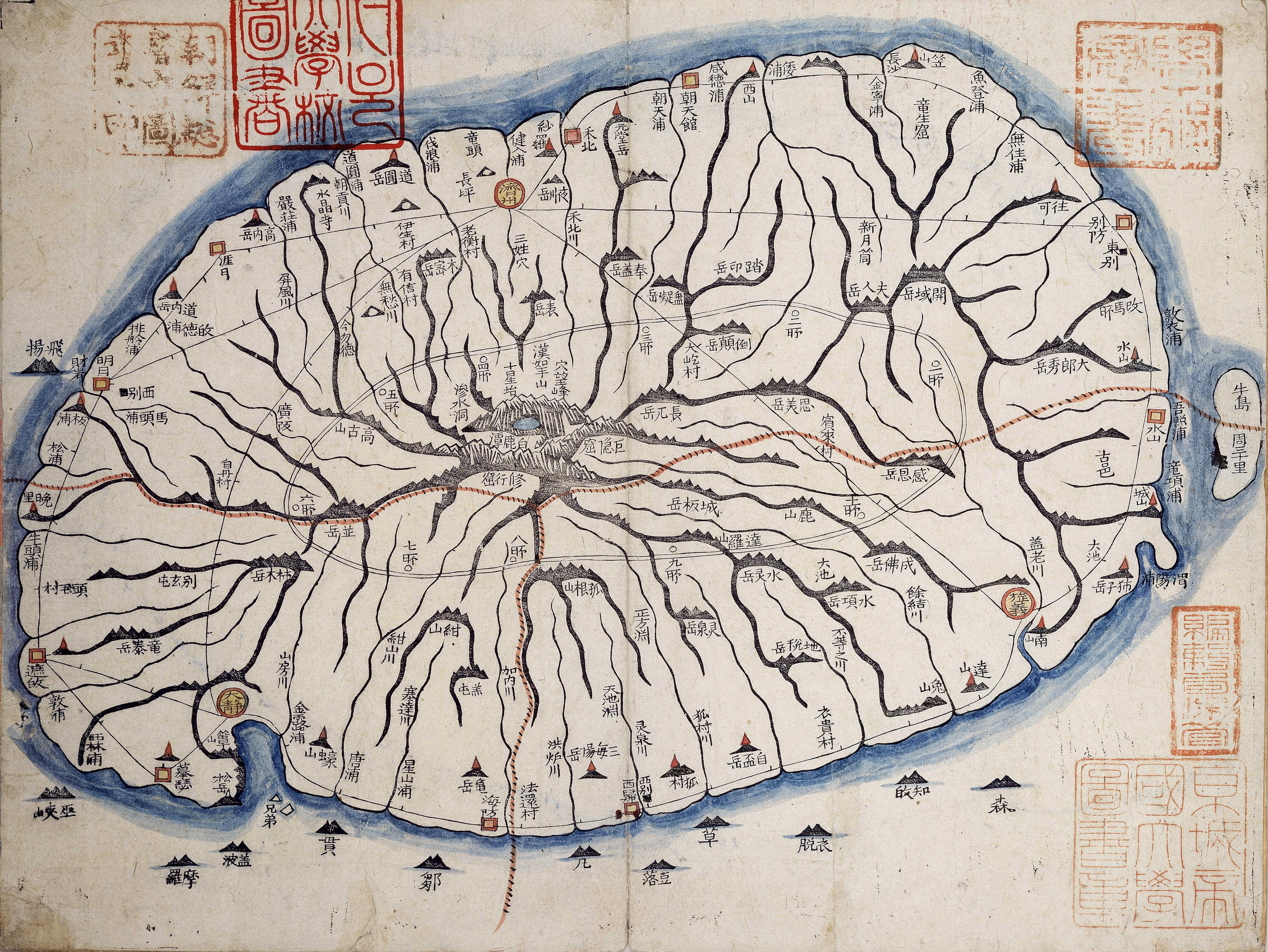
《대동여지도》에 기록된 제주도. (제22첩 1면)

조선시대에 제주는 행정구역상 전라도 제주목으로 통합되어 초기부터 제주목사를 두었다. 1416년 태종 16년에는 한라산을 중심으로 제주목(濟州牧), 정의현(旌義縣), 대정현(大靜縣)으로 나뉘어 3읍제(邑制)가 실시되었다. 
조선 시대에 제주도는 유배지의 하나였으며, 경국대전의 규정에 '제주에는 죄가 아주 중한 자를 제외하고는 유배시켜서 안 된다.'고 명시하였다. 조선 사회에서는 제주도의 여인이 바다를 건너는 것을 금지 했었는데, 정조 시대에는 굶주린 제주도 주민들을 구휼한 김만덕에게 육지 구경을 어명으로 허락한다.
1864년 고종 1년 2현이 군으로 승격하였으나, 1880년 고종 17년 다시 현으로 환원되었다. 
- 1895년(조선 고종 32년) 6월 23일(음력 윤 5월 1일) 제주부 제주군, 정의군, 대정군으로 개편되었다.[17] (3군)
- 1896년(건양 원년) 8월 4일 전라남도 제주목, 정의군, 대정군으로 개편되었다.[18] (1목·2군)
- 1897년(광무 원년) 9월 12일 제주도에 제주목에 아울러 제주군을 신설하였다.[19] (1목·3군)
- 1906년(광무 10년) 10월 1일 제주목을 폐지하였다.[20] (3군)

### 일제강점기
일제시대에는 제주도는 전쟁을 위한 병참기지가 되었다. 제주도의 위치는 중일전쟁을 위한 전략적인 중요성을 가지고 있었으며, 태평양전쟁 때는 일본이 미국의 본토 진격을 막는 장소로 간주되었다. 일제는 미군이 오키나와 다음으로 제주도를 함락시키고 본토를 침공할 가능성이 높다고 생각했다. 1945년 4월 15일 제주도 사수를 위해 제 58군사령부가 신설 편성됐으며 일본 본토의 부대를 비롯해 만주의 관동군 등을 포함해 종전 직전까지 4개월 사이에 무려 7만명이 넘는 병력이 제주도에 집결했다.
- 1914년 4월 1일 제주군, 정의군, 대정군 등과 완도군 일부(추자면과 보길면 횡간도)를 제주군으로 통폐합하였다.[22] (1군·13면)

| 조선총독부령 제111호 및 전라남도령 제2호 |             |
| 구 행정구역                              | 신 행정구역 |
| 제주군 중면                              | 제주면 일원 |
| 대정군 우면                              | 대정면 일원 |
| 정의군 좌면                              | 정의면 일원 |
| 완도군 추자면, 보길면 횡간도             | 추자면 일원 |
13면 - 제주면, 구좌면, 신좌면, 신우면, 구우면, 정의면, 동중면, 서중면, 우면, 대정면, 중면, 좌면, 추자면
- 1915년 5월 1일 도제(島制)를 실시하여 제주군을 제주도(島)로 개편하였다.[23][24] 1도 13면
- 1931년 4월 1일 제주면을 제주읍으로 승격하였다.[25] (1도·1읍·12면)
- 1935년 4월 1일 면의 명칭을 개정하였다.[26]

| 전라남도령 제7호                                                        |                                                                               |
| 구 행정 구역                                                            | 신 행정 구역                                                                  |
| 제주도 신우면, 구우면, 중면, 좌면, 우면, 서중면, 동중면, 정의면, 신좌면 | 제주도 애월면, 한림면, 안덕면, 중문면, 서귀면, 남원면, 표선면, 성산면, 조천면 |

### 미군정과 대한민국
- 1946년 8월 1일 제주도(濟州島)를 전라남도에서 분리하는 미군정의 군정법령 제94호(1946.7.2 공포)에 따라 제주도(濟州道)가 설치되었으며, 제주도(濟州道) 아래에 북제주군과 남제주군을 설치하였다.[27]

1969년부터 2009년까지 사용된 제주특별자치도의 기

- 1948년 4월 3일 ~ 1954년 9월 21일 제주 4·3 사건이 있었다. 이 영향으로 많은 사상자가 발생[28]했고, 상당수 도민들이 바다를 건너 타지로 피난했다.
- 1955년 9월 1일 : 북제주군 제주읍이 제주시로 승격되었다. (1시·2군)
- 1956년 7월 8일 : 남제주군 서귀면이 서귀읍으로 승격되었다.
- 1968년 4월 26일 제주국제공항이 개항했다.
- 1981년 7월 1일 : 남제주군 서귀읍, 중문면이 서귀포시로 승격되었다. (2시·2군·7읍·5면)
- 2005년 7월 27일 : 제주도 행정 구역 개편 주민투표가 실시되었다.
- 2006년 7월 1일 : 제주도 행정 구역 개편 주민투표의 결과로 고도의 자치권을 보장받는 '제주특별자치도'로 출범하였다. 북제주군이 구 제주시와 통합해 제주시로 명칭을 변경하고 남제주군이 구 서귀포시와 통합해 서귀포시로 명칭을 변경하고 각 시가 자치시에서 행정시로 격하되었다.

## 지리

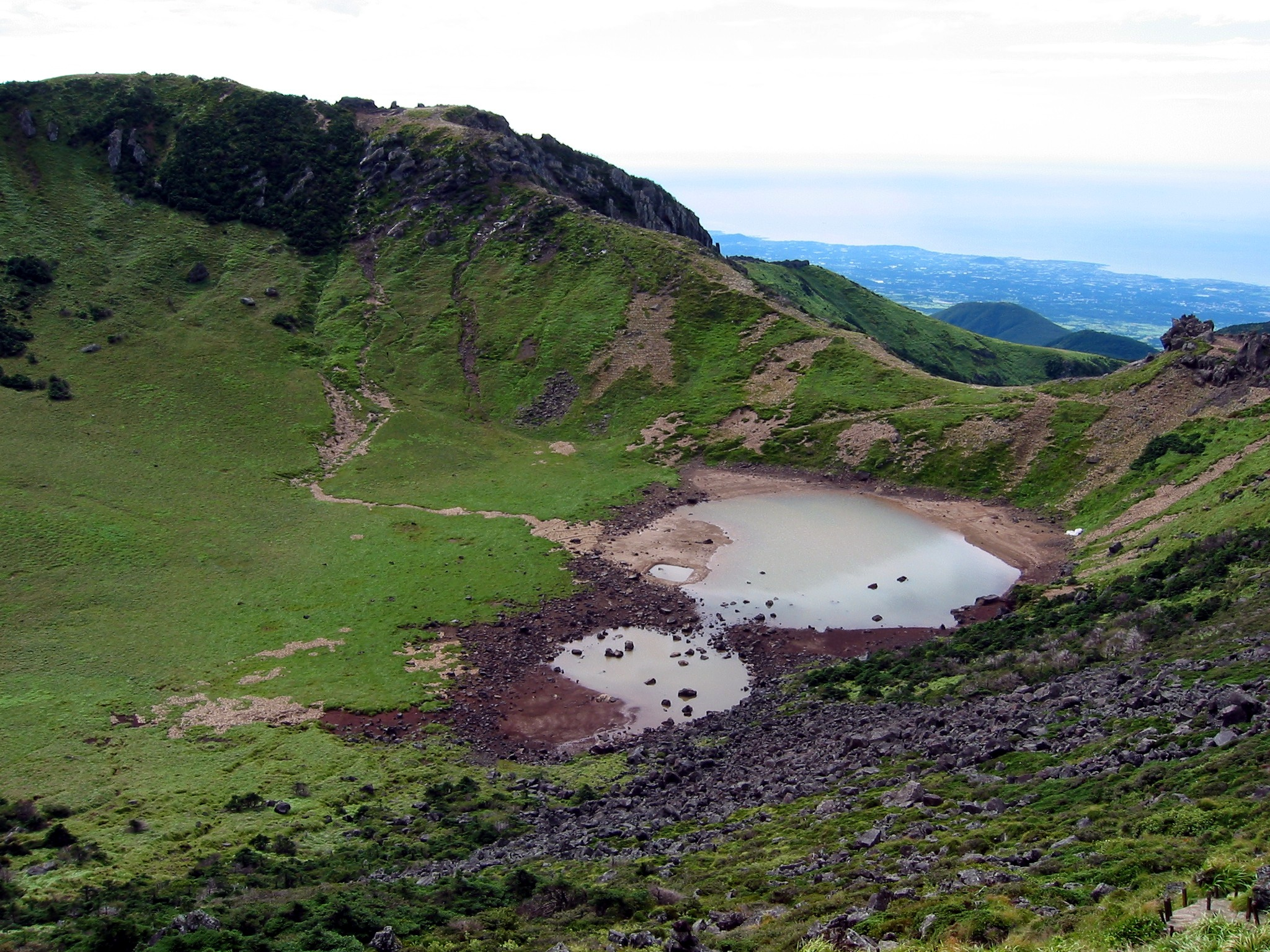
한라산 백록담

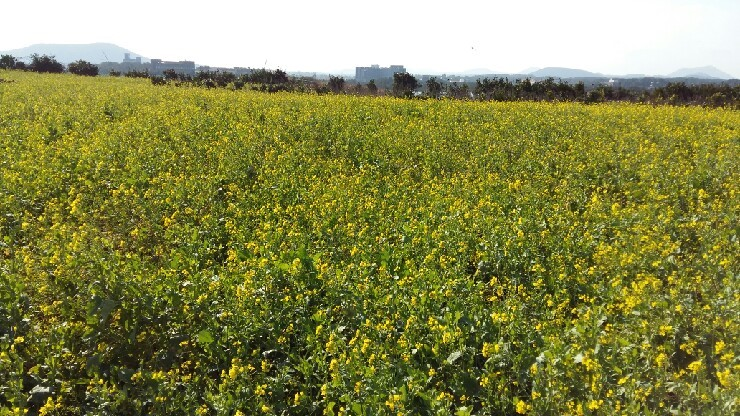
제주도의 유채밭

제주특별자치도는 대한민국 최남단 남해 연안에 자리해 있으며, 러시아, 중국, 일본, 동남아시아 등 태평양 중심에 위치하는 지정학적 요충지에 해당된다. 동경 126도 08분 ~ 126도 58분 북위 33도 06분 ~ 34도 00분에 위치해 있다.

전라남도 완도군과 제주특별자치도 사이엔 사수도의 관할권을 놓고 분쟁이 있었다. 전라남도 완도군에서는 사수도를 장수도로 부르면서 장수도는 완도군에 속하고 있다고 주장한다. 그러나 사수도는 제주특별자치도 제주시 추자면에 속한 섬으로, 제주시가 실질적인 관리를 하고 있다. 이에 제주도 북제주군(지금의 제주시)은 2005년 헌법재판소에 사수도의 관할권에 대한 권한쟁의심판을 제기하였으며, 2008년 12월 26일에 헌법재판소는 사수도가 제주특별자치도에 속해 있다고 결정하였다.

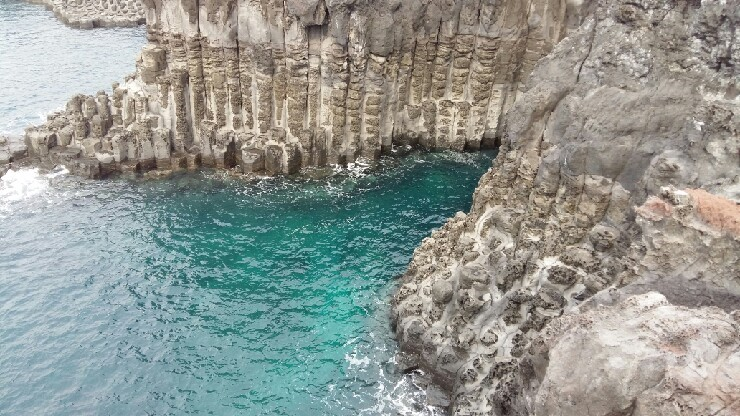
주상절리

### 지형과 지질
제주특별자치도의 가장 큰 섬인 제주도는 대한민국에서 가장 큰 섬으로 면적이 1845.9 km2이며, 한라산의 화산 활동으로 만들어진 섬이다. 본섬인 제주도 외의 부속도서로는 가파도, 마라도, 비양도, 우도 등이 있으며, 전라남도와 가까운 추자도도 제주특별자치도에 속한다.  
지형은 한라산을 중심으로 동서사면은 3˚ ~ 5˚의 매우 완만한 경사이며, 남북사면은 5˚정도로 약간 급한 경사를 이루고 있다. 한라산을 중심으로 중앙에는 오름 또는 악이라 불리는 여러 측화산 (기생화산)이 위치해 있다. 
지질은 현무암과 퇴적암, 조면질안산암(粗面質安山岩), 조면암 등의 화산암류와 기생화산에서 분출한 화산쇄설암(火山碎屑岩) 등으로 구성되어 있으며, 점사질 토양을 제외하면 대부분 화산 회토로 덮여  있는 것이 특징이다. 여러 섬들이 있었으며, 우도가 제주특별자치도의 유인도 중 두 번째로 큰 섬이다. 추자도는 제주특별자치도 북서쪽 해상에 위치해 있다.

### 식생
동물은 한대성, 열대성 동물이 함께 서식하고 있는데, 77종의 포유류, 조류 198종 등을 비롯하여 파충류, 양서류가 각각 8종, 곤충류와 거미류가 873종과 74종 등이다. 식물은 한라산을 중심으로 하여 난대, 온대, 냉대식물 등이 수직으로 분포하고 있는데, 그 종류는 2,001종(백두산: 500여 종, 지리산: 1,000여 종)에 달해 가히 식물의 보고라 할만하다. 이중에는 8종의 천연기념물이 포함되어 있으며, 한라산 일대는 한라산 국립공원으로 지정되어 있다.

### 기후
저지대는 아열대성 기후를 보이나, 한라산 등 고지대는 여름에도 서늘한 편이며 겨울에는 대부분 영하권으로 떨어진다.
| 제주지방기상청 (제주시 건입동, 해발 20.79m)의 기후      | 제주지방기상청 (제주시 건입동, 해발 20.79m)의 기후 | 제주지방기상청 (제주시 건입동, 해발 20.79m)의 기후 | 제주지방기상청 (제주시 건입동, 해발 20.79m)의 기후 | 제주지방기상청 (제주시 건입동, 해발 20.79m)의 기후 | 제주지방기상청 (제주시 건입동, 해발 20.79m)의 기후 | 제주지방기상청 (제주시 건입동, 해발 20.79m)의 기후 | 제주지방기상청 (제주시 건입동, 해발 20.79m)의 기후 | 제주지방기상청 (제주시 건입동, 해발 20.79m)의 기후 | 제주지방기상청 (제주시 건입동, 해발 20.79m)의 기후 | 제주지방기상청 (제주시 건입동, 해발 20.79m)의 기후 | 제주지방기상청 (제주시 건입동, 해발 20.79m)의 기후 | 제주지방기상청 (제주시 건입동, 해발 20.79m)의 기후 | 제주지방기상청 (제주시 건입동, 해발 20.79m)의 기후 |
| 월                                                      | 1월                                                | 2월                                                | 3월                                                | 4월                                                | 5월                                                | 6월                                                | 7월                                                | 8월                                                | 9월                                                | 10월                                               | 11월                                               | 12월                                               | 연간                                               |
| ------------------------------------------------------- | -------------------------------------------------- | -------------------------------------------------- | -------------------------------------------------- | -------------------------------------------------- | -------------------------------------------------- | -------------------------------------------------- | -------------------------------------------------- | -------------------------------------------------- | -------------------------------------------------- | -------------------------------------------------- | -------------------------------------------------- | -------------------------------------------------- | -------------------------------------------------- |
| 역대 최고 기온 °C (°F)                                  | 23.6 (74.5)                                        | 24.5 (76.1)                                        | 28.1 (82.6)                                        | 30.9 (87.6)                                        | 33.1 (91.6)                                        | 34.5 (94.1)                                        | 37.5 (99.5)                                        | 37.5 (99.5)                                        | 35.1 (95.2)                                        | 32.1 (89.8)                                        | 26.7 (80.1)                                        | 23.3 (73.9)                                        | 37.5 (99.5)                                        |
| 일평균 최고 기온 °C (°F)                                | 8.6 (47.5)                                         | 9.9 (49.8)                                         | 13.3 (55.9)                                        | 18.0 (64.4)                                        | 22.1 (71.8)                                        | 24.9 (76.8)                                        | 29.3 (84.7)                                        | 30.1 (86.2)                                        | 26.1 (79.0)                                        | 21.6 (70.9)                                        | 16.4 (61.5)                                        | 11.0 (51.8)                                        | 19.3 (66.7)                                        |
| 일일 평균 기온 °C (°F)                                  | 6.1 (43.0)                                         | 6.8 (44.2)                                         | 9.8 (49.6)                                         | 14.2 (57.6)                                        | 18.3 (64.9)                                        | 21.7 (71.1)                                        | 26.2 (79.2)                                        | 27.2 (81.0)                                        | 23.3 (73.9)                                        | 18.6 (65.5)                                        | 13.3 (55.9)                                        | 8.3 (46.9)                                         | 16.2 (61.2)                                        |
| 일평균 최저 기온 °C (°F)                                | 3.7 (38.7)                                         | 4.0 (39.2)                                         | 6.6 (43.9)                                         | 10.8 (51.4)                                        | 15.0 (59.0)                                        | 19.1 (66.4)                                        | 23.7 (74.7)                                        | 24.8 (76.6)                                        | 20.9 (69.6)                                        | 15.7 (60.3)                                        | 10.4 (50.7)                                        | 5.6 (42.1)                                         | 13.4 (56.1)                                        |
| 역대 최저 기온 °C (°F)                                  | −5.8 (21.6)                                        | −6.0 (21.2)                                        | −4.1 (24.6)                                        | −0.2 (31.6)                                        | 4.0 (39.2)                                         | 9.2 (48.6)                                         | 15.0 (59.0)                                        | 15.8 (60.4)                                        | 9.8 (49.6)                                         | 5.5 (41.9)                                         | 0.5 (32.9)                                         | −3.6 (25.5)                                        | −6.0 (21.2)                                        |
| 평균 강수량 mm (인치)                                   | 67.5 (2.66)                                        | 57.2 (2.25)                                        | 90.6 (3.57)                                        | 89.7 (3.53)                                        | 95.6 (3.76)                                        | 171.2 (6.74)                                       | 210.2 (8.28)                                       | 272.3 (10.72)                                      | 227.8 (8.97)                                       | 95.1 (3.74)                                        | 69.5 (2.74)                                        | 55.6 (2.19)                                        | 1,502.3 (59.15)                                    |
| 평균 강수일수 (≥ 0.1 mm)                                | 12.2                                               | 10.2                                               | 10.3                                               | 9.4                                                | 9.8                                                | 11.7                                               | 11.8                                               | 13.2                                               | 11.2                                               | 6.7                                                | 9.8                                                | 11.5                                               | 127.8                                              |
| 평균 강설일수                                           | 7.2                                                | 4.2                                                | 1.0                                                | 0.0                                                | 0.0                                                | 0.0                                                | 0.0                                                | 0.0                                                | 0.0                                                | 0.0                                                | 0.4                                                | 5.3                                                | 18.1                                               |
| 평균 상대 습도 (%)                                      | 64.0                                               | 63.3                                               | 63.2                                               | 64.8                                               | 68.4                                               | 77.9                                               | 78.3                                               | 76.2                                               | 73.7                                               | 66.4                                               | 65.0                                               | 64.1                                               | 68.8                                               |
| 평균 월간 일조시간                                      | 70.2                                               | 110.0                                              | 166.0                                              | 196.5                                              | 212.2                                              | 159.7                                              | 189.8                                              | 195.1                                              | 158.9                                              | 173.3                                              | 123.7                                              | 79.1                                               | 1,834.5                                            |
| 출처: 기상청 (평년값: 1991년~2020년, 극값: 1923년~현재) |                                                    |                                                    |                                                    |                                                    |                                                    |                                                    |                                                    |                                                    |                                                    |                                                    |                                                    |                                                    |                                                    |

| 고산기상레이더관측소 (제주시 한경면 고산리, 해발 71.39m)의 기후 | 고산기상레이더관측소 (제주시 한경면 고산리, 해발 71.39m)의 기후 | 고산기상레이더관측소 (제주시 한경면 고산리, 해발 71.39m)의 기후 | 고산기상레이더관측소 (제주시 한경면 고산리, 해발 71.39m)의 기후 | 고산기상레이더관측소 (제주시 한경면 고산리, 해발 71.39m)의 기후 | 고산기상레이더관측소 (제주시 한경면 고산리, 해발 71.39m)의 기후 | 고산기상레이더관측소 (제주시 한경면 고산리, 해발 71.39m)의 기후 | 고산기상레이더관측소 (제주시 한경면 고산리, 해발 71.39m)의 기후 | 고산기상레이더관측소 (제주시 한경면 고산리, 해발 71.39m)의 기후 | 고산기상레이더관측소 (제주시 한경면 고산리, 해발 71.39m)의 기후 | 고산기상레이더관측소 (제주시 한경면 고산리, 해발 71.39m)의 기후 | 고산기상레이더관측소 (제주시 한경면 고산리, 해발 71.39m)의 기후 | 고산기상레이더관측소 (제주시 한경면 고산리, 해발 71.39m)의 기후 | 고산기상레이더관측소 (제주시 한경면 고산리, 해발 71.39m)의 기후 |
| 월                                                              | 1월                                                             | 2월                                                             | 3월                                                             | 4월                                                             | 5월                                                             | 6월                                                             | 7월                                                             | 8월                                                             | 9월                                                             | 10월                                                            | 11월                                                            | 12월                                                            | 연간                                                            |
| --------------------------------------------------------------- | --------------------------------------------------------------- | --------------------------------------------------------------- | --------------------------------------------------------------- | --------------------------------------------------------------- | --------------------------------------------------------------- | --------------------------------------------------------------- | --------------------------------------------------------------- | --------------------------------------------------------------- | --------------------------------------------------------------- | --------------------------------------------------------------- | --------------------------------------------------------------- | --------------------------------------------------------------- | --------------------------------------------------------------- |
| 역대 최고 기온 °C (°F)                                          | 18.8 (65.8)                                                     | 20.1 (68.2)                                                     | 21.4 (70.5)                                                     | 27.3 (81.1)                                                     | 27.5 (81.5)                                                     | 29.6 (85.3)                                                     | 34.3 (93.7)                                                     | 35.5 (95.9)                                                     | 34.5 (94.1)                                                     | 30.3 (86.5)                                                     | 26.8 (80.2)                                                     | 22.0 (71.6)                                                     | 35.5 (95.9)                                                     |
| 일평균 최고 기온 °C (°F)                                        | 8.4 (47.1)                                                      | 9.4 (48.9)                                                      | 12.5 (54.5)                                                     | 16.7 (62.1)                                                     | 20.4 (68.7)                                                     | 23.7 (74.7)                                                     | 27.4 (81.3)                                                     | 29.3 (84.7)                                                     | 26.1 (79.0)                                                     | 21.4 (70.5)                                                     | 16.4 (61.5)                                                     | 11.0 (51.8)                                                     | 18.6 (65.5)                                                     |
| 일일 평균 기온 °C (°F)                                          | 6.1 (43.0)                                                      | 6.6 (43.9)                                                      | 9.4 (48.9)                                                      | 13.4 (56.1)                                                     | 17.1 (62.8)                                                     | 20.7 (69.3)                                                     | 24.9 (76.8)                                                     | 26.4 (79.5)                                                     | 23.0 (73.4)                                                     | 18.5 (65.3)                                                     | 13.5 (56.3)                                                     | 8.5 (47.3)                                                      | 15.7 (60.3)                                                     |
| 일평균 최저 기온 °C (°F)                                        | 3.8 (38.8)                                                      | 4.1 (39.4)                                                      | 6.5 (43.7)                                                      | 10.5 (50.9)                                                     | 14.3 (57.7)                                                     | 18.4 (65.1)                                                     | 22.9 (73.2)                                                     | 24.1 (75.4)                                                     | 20.6 (69.1)                                                     | 15.9 (60.6)                                                     | 10.9 (51.6)                                                     | 5.9 (42.6)                                                      | 13.2 (55.8)                                                     |
| 역대 최저 기온 °C (°F)                                          | −6.2 (20.8)                                                     | −3.0 (26.6)                                                     | −2.3 (27.9)                                                     | 3.3 (37.9)                                                      | 9.2 (48.6)                                                      | 12.7 (54.9)                                                     | 16.8 (62.2)                                                     | 17.1 (62.8)                                                     | 14.8 (58.6)                                                     | 7.3 (45.1)                                                      | 0.8 (33.4)                                                      | −2.0 (28.4)                                                     | −6.2 (20.8)                                                     |
| 평균 강수량 mm (인치)                                           | 40.6 (1.60)                                                     | 47.8 (1.88)                                                     | 76.2 (3.00)                                                     | 94.7 (3.73)                                                     | 117.7 (4.63)                                                    | 158.1 (6.22)                                                    | 167.7 (6.60)                                                    | 201.9 (7.95)                                                    | 120.4 (4.74)                                                    | 56.9 (2.24)                                                     | 60.2 (2.37)                                                     | 40.7 (1.60)                                                     | 1,182.9 (46.57)                                                 |
| 평균 강수일수 (≥ 0.1 mm)                                        | 10.6                                                            | 9.0                                                             | 10.2                                                            | 9.0                                                             | 9.6                                                             | 11.3                                                            | 11.3                                                            | 13.1                                                            | 9.6                                                             | 6.3                                                             | 8.6                                                             | 10.4                                                            | 119.0                                                           |
| 평균 상대 습도 (%)                                              | 66.9                                                            | 68.0                                                            | 69.9                                                            | 74.2                                                            | 80.2                                                            | 86.2                                                            | 89.2                                                            | 83.9                                                            | 77.8                                                            | 69.7                                                            | 67.9                                                            | 66.5                                                            | 75.0                                                            |
| 평균 월간 일조시간                                              | 95.4                                                            | 131.0                                                           | 175.4                                                           | 196.3                                                           | 205.3                                                           | 156.0                                                           | 172.6                                                           | 219.7                                                           | 187.4                                                           | 206.6                                                           | 150.7                                                           | 106.3                                                           | 2,002.7                                                         |
| 출처: 기상청 (평년값: 1991년~2020년, 극값: 1988년~현재)         |                                                                 |                                                                 |                                                                 |                                                                 |                                                                 |                                                                 |                                                                 |                                                                 |                                                                 |                                                                 |                                                                 |                                                                 |                                                                 |

| 서귀포기상관측소 (서귀포시 서귀동, 해발 51.86m)의 기후  | 서귀포기상관측소 (서귀포시 서귀동, 해발 51.86m)의 기후 | 서귀포기상관측소 (서귀포시 서귀동, 해발 51.86m)의 기후 | 서귀포기상관측소 (서귀포시 서귀동, 해발 51.86m)의 기후 | 서귀포기상관측소 (서귀포시 서귀동, 해발 51.86m)의 기후 | 서귀포기상관측소 (서귀포시 서귀동, 해발 51.86m)의 기후 | 서귀포기상관측소 (서귀포시 서귀동, 해발 51.86m)의 기후 | 서귀포기상관측소 (서귀포시 서귀동, 해발 51.86m)의 기후 | 서귀포기상관측소 (서귀포시 서귀동, 해발 51.86m)의 기후 | 서귀포기상관측소 (서귀포시 서귀동, 해발 51.86m)의 기후 | 서귀포기상관측소 (서귀포시 서귀동, 해발 51.86m)의 기후 | 서귀포기상관측소 (서귀포시 서귀동, 해발 51.86m)의 기후 | 서귀포기상관측소 (서귀포시 서귀동, 해발 51.86m)의 기후 | 서귀포기상관측소 (서귀포시 서귀동, 해발 51.86m)의 기후 |
| 월                                                      | 1월                                                    | 2월                                                    | 3월                                                    | 4월                                                    | 5월                                                    | 6월                                                    | 7월                                                    | 8월                                                    | 9월                                                    | 10월                                                   | 11월                                                   | 12월                                                   | 연간                                                   |
| ------------------------------------------------------- | ------------------------------------------------------ | ------------------------------------------------------ | ------------------------------------------------------ | ------------------------------------------------------ | ------------------------------------------------------ | ------------------------------------------------------ | ------------------------------------------------------ | ------------------------------------------------------ | ------------------------------------------------------ | ------------------------------------------------------ | ------------------------------------------------------ | ------------------------------------------------------ | ------------------------------------------------------ |
| 역대 최고 기온 °C (°F)                                  | 20.7 (69.3)                                            | 23.6 (74.5)                                            | 23.8 (74.8)                                            | 28.5 (83.3)                                            | 30.4 (86.7)                                            | 31.5 (88.7)                                            | 35.8 (96.4)                                            | 35.9 (96.6)                                            | 34.8 (94.6)                                            | 30.9 (87.6)                                            | 28.0 (82.4)                                            | 22.4 (72.3)                                            | 35.9 (96.6)                                            |
| 일평균 최고 기온 °C (°F)                                | 10.8 (51.4)                                            | 11.8 (53.2)                                            | 14.7 (58.5)                                            | 18.6 (65.5)                                            | 22.3 (72.1)                                            | 24.7 (76.5)                                            | 28.3 (82.9)                                            | 30.1 (86.2)                                            | 27.4 (81.3)                                            | 23.5 (74.3)                                            | 18.4 (65.1)                                            | 13.1 (55.6)                                            | 20.3 (68.5)                                            |
| 일일 평균 기온 °C (°F)                                  | 7.2 (45.0)                                             | 8.2 (46.8)                                             | 11.0 (51.8)                                            | 15.0 (59.0)                                            | 18.8 (65.8)                                            | 21.8 (71.2)                                            | 25.7 (78.3)                                            | 27.2 (81.0)                                            | 24.1 (75.4)                                            | 19.6 (67.3)                                            | 14.6 (58.3)                                            | 9.4 (48.9)                                             | 16.9 (62.4)                                            |
| 일평균 최저 기온 °C (°F)                                | 4.1 (39.4)                                             | 4.8 (40.6)                                             | 7.5 (45.5)                                             | 11.6 (52.9)                                            | 15.8 (60.4)                                            | 19.5 (67.1)                                            | 23.8 (74.8)                                            | 24.9 (76.8)                                            | 21.5 (70.7)                                            | 16.4 (61.5)                                            | 11.2 (52.2)                                            | 6.2 (43.2)                                             | 13.9 (57.0)                                            |
| 역대 최저 기온 °C (°F)                                  | −6.4 (20.5)                                            | −6.3 (20.7)                                            | −4.4 (24.1)                                            | 0.2 (32.4)                                             | 7.2 (45.0)                                             | 11.9 (53.4)                                            | 14.8 (58.6)                                            | 16.8 (62.2)                                            | 12.2 (54.0)                                            | 6.8 (44.2)                                             | 0.0 (32.0)                                             | −4.1 (24.6)                                            | −6.4 (20.5)                                            |
| 평균 강수량 mm (인치)                                   | 60.7 (2.39)                                            | 77.9 (3.07)                                            | 130.3 (5.13)                                           | 187.0 (7.36)                                           | 223.6 (8.80)                                           | 267.6 (10.54)                                          | 275.8 (10.86)                                          | 315.7 (12.43)                                          | 208.8 (8.22)                                           | 100.4 (3.95)                                           | 86.2 (3.39)                                            | 55.6 (2.19)                                            | 1,989.6 (78.33)                                        |
| 평균 강수일수 (≥ 0.1 mm)                                | 9.8                                                    | 9.6                                                    | 10.5                                                   | 10.1                                                   | 10.7                                                   | 12.8                                                   | 13.8                                                   | 14.3                                                   | 10.9                                                   | 5.8                                                    | 8.1                                                    | 8.9                                                    | 125.3                                                  |
| 평균 강설일수                                           | 3.8                                                    | 2.4                                                    | 0.8                                                    | 0.0                                                    | 0.0                                                    | 0.0                                                    | 0.0                                                    | 0.0                                                    | 0.0                                                    | 0.0                                                    | 0.1                                                    | 3.1                                                    | 10.2                                                   |
| 평균 상대 습도 (%)                                      | 63.0                                                   | 62.5                                                   | 62.4                                                   | 65.2                                                   | 70.6                                                   | 80.7                                                   | 86.1                                                   | 80.9                                                   | 73.6                                                   | 64.8                                                   | 64.7                                                   | 63.2                                                   | 69.8                                                   |
| 평균 월간 일조시간                                      | 153.5                                                  | 157.4                                                  | 185.8                                                  | 196.5                                                  | 203.5                                                  | 136.3                                                  | 144.8                                                  | 187.7                                                  | 174.7                                                  | 208.8                                                  | 166.8                                                  | 158.8                                                  | 2,074.6                                                |
| 출처: 기상청 (평년값: 1991년~2020년, 극값: 1961년~현재) |                                                        |                                                        |                                                        |                                                        |                                                        |                                                        |                                                        |                                                        |                                                        |                                                        |                                                        |                                                        |                                                        |

| 성산기상레이더관측소 (서귀포시 성산읍 신산리, 해발 20.34m)의 기후 | 성산기상레이더관측소 (서귀포시 성산읍 신산리, 해발 20.34m)의 기후 | 성산기상레이더관측소 (서귀포시 성산읍 신산리, 해발 20.34m)의 기후 | 성산기상레이더관측소 (서귀포시 성산읍 신산리, 해발 20.34m)의 기후 | 성산기상레이더관측소 (서귀포시 성산읍 신산리, 해발 20.34m)의 기후 | 성산기상레이더관측소 (서귀포시 성산읍 신산리, 해발 20.34m)의 기후 | 성산기상레이더관측소 (서귀포시 성산읍 신산리, 해발 20.34m)의 기후 | 성산기상레이더관측소 (서귀포시 성산읍 신산리, 해발 20.34m)의 기후 | 성산기상레이더관측소 (서귀포시 성산읍 신산리, 해발 20.34m)의 기후 | 성산기상레이더관측소 (서귀포시 성산읍 신산리, 해발 20.34m)의 기후 | 성산기상레이더관측소 (서귀포시 성산읍 신산리, 해발 20.34m)의 기후 | 성산기상레이더관측소 (서귀포시 성산읍 신산리, 해발 20.34m)의 기후 | 성산기상레이더관측소 (서귀포시 성산읍 신산리, 해발 20.34m)의 기후 | 성산기상레이더관측소 (서귀포시 성산읍 신산리, 해발 20.34m)의 기후 |
| 월                                                                | 1월                                                               | 2월                                                               | 3월                                                               | 4월                                                               | 5월                                                               | 6월                                                               | 7월                                                               | 8월                                                               | 9월                                                               | 10월                                                              | 11월                                                              | 12월                                                              | 연간                                                              |
| ----------------------------------------------------------------- | ----------------------------------------------------------------- | ----------------------------------------------------------------- | ----------------------------------------------------------------- | ----------------------------------------------------------------- | ----------------------------------------------------------------- | ----------------------------------------------------------------- | ----------------------------------------------------------------- | ----------------------------------------------------------------- | ----------------------------------------------------------------- | ----------------------------------------------------------------- | ----------------------------------------------------------------- | ----------------------------------------------------------------- | ----------------------------------------------------------------- |
| 역대 최고 기온 °C (°F)                                            | 20.9 (69.6)                                                       | 22.3 (72.1)                                                       | 22.7 (72.9)                                                       | 28.1 (82.6)                                                       | 30.6 (87.1)                                                       | 31.8 (89.2)                                                       | 36.2 (97.2)                                                       | 35.5 (95.9)                                                       | 33.3 (91.9)                                                       | 30.1 (86.2)                                                       | 25.7 (78.3)                                                       | 22.4 (72.3)                                                       | 36.2 (97.2)                                                       |
| 일평균 최고 기온 °C (°F)                                          | 8.9 (48.0)                                                        | 10.1 (50.2)                                                       | 13.6 (56.5)                                                       | 18.0 (64.4)                                                       | 21.9 (71.4)                                                       | 24.2 (75.6)                                                       | 28.1 (82.6)                                                       | 29.7 (85.5)                                                       | 26.5 (79.7)                                                       | 22.0 (71.6)                                                       | 16.7 (62.1)                                                       | 11.2 (52.2)                                                       | 19.2 (66.6)                                                       |
| 일일 평균 기온 °C (°F)                                            | 5.4 (41.7)                                                        | 6.3 (43.3)                                                        | 9.5 (49.1)                                                        | 13.8 (56.8)                                                       | 17.7 (63.9)                                                       | 20.9 (69.6)                                                       | 25.1 (77.2)                                                       | 26.5 (79.7)                                                       | 23.2 (73.8)                                                       | 18.2 (64.8)                                                       | 12.7 (54.9)                                                       | 7.5 (45.5)                                                        | 15.6 (60.1)                                                       |
| 일평균 최저 기온 °C (°F)                                          | 2.1 (35.8)                                                        | 2.5 (36.5)                                                        | 5.2 (41.4)                                                        | 9.4 (48.9)                                                        | 13.7 (56.7)                                                       | 17.9 (64.2)                                                       | 22.6 (72.7)                                                       | 23.9 (75.0)                                                       | 20.2 (68.4)                                                       | 14.5 (58.1)                                                       | 8.8 (47.8)                                                        | 3.9 (39.0)                                                        | 12.1 (53.8)                                                       |
| 역대 최저 기온 °C (°F)                                            | −7.0 (19.4)                                                       | −6.4 (20.5)                                                       | −4.7 (23.5)                                                       | −1.3 (29.7)                                                       | 1.7 (35.1)                                                        | 8.2 (46.8)                                                        | 13.7 (56.7)                                                       | 16.2 (61.2)                                                       | 10.4 (50.7)                                                       | 3.2 (37.8)                                                        | −0.6 (30.9)                                                       | −4.0 (24.8)                                                       | −7.0 (19.4)                                                       |
| 평균 강수량 mm (인치)                                             | 77.5 (3.05)                                                       | 83.2 (3.28)                                                       | 139.4 (5.49)                                                      | 161.3 (6.35)                                                      | 178.0 (7.01)                                                      | 231.9 (9.13)                                                      | 271.3 (10.68)                                                     | 343.2 (13.51)                                                     | 248.6 (9.79)                                                      | 114.0 (4.49)                                                      | 102.8 (4.05)                                                      | 78.8 (3.10)                                                       | 2,030 (79.92)                                                     |
| 평균 강수일수 (≥ 0.1 mm)                                          | 11.0                                                              | 9.8                                                               | 10.4                                                              | 9.4                                                               | 9.8                                                               | 12.8                                                              | 12.7                                                              | 13.3                                                              | 10.8                                                              | 6.3                                                               | 9.0                                                               | 10.1                                                              | 125.4                                                             |
| 평균 상대 습도 (%)                                                | 67.4                                                              | 65.5                                                              | 65.4                                                              | 67.4                                                              | 72.2                                                              | 82.6                                                              | 85.6                                                              | 81.5                                                              | 76.3                                                              | 69.4                                                              | 68.7                                                              | 67.7                                                              | 72.5                                                              |
| 평균 월간 일조시간                                                | 128.6                                                             | 145.5                                                             | 181.5                                                             | 198.0                                                             | 208.7                                                             | 141.1                                                             | 160.3                                                             | 192.6                                                             | 167.2                                                             | 192.0                                                             | 156.7                                                             | 134.7                                                             | 2,006.9                                                           |
| 출처: 기상청 (평년값: 1991년~2020년, 극값: 1971년~현재)           |                                                                   |                                                                   |                                                                   |                                                                   |                                                                   |                                                                   |                                                                   |                                                                   |                                                                   |                                                                   |                                                                   |                                                                   |                                                                   |

## 정치
제주특별자치도에는 제20대 국회 기준으로 3명의 국회의원이 배정되어 있으며, 제주시에는 제주시 갑과 제주시 을, 서귀포시에는 단독 선거구를 두고 있다. 지방정부 수장으로 제주특별자치도지사를, 지방의회로 제주특별자치도의회를 두고 있으며 의원수는 총 42인, 임기는 4년이다. 두 시 모두 행정시 지위인 만큼, 기초자치단체장은 직선제를 실시하지 않고 도지사가 직접 임명하고 있다.
2005년 1월 27일 노무현 당시 대통령은 제주도를 세계 평화의 섬으로 지정 선포하였다. 이어서 정부와 제주특별자치도는 세계평화의 섬 17개 사업을 선정하여, 제주4·3추모일 지정, 국제평화재단 및 제주평화연구원 설립, 제주평화포럼 정례화, 남북장관급 회담 개최, 모슬포 전적지공원 조성, 동북아협력체 창설 등을 추진하기로 하였다. 하지만 모슬포 전적지공원 조성과 동북아협력체 창설 등 국가적 지원이 필요한 2개 사업은 아예 시작하지도 못하고 있으며 17개 사업 중 절반 이상이 유보되거나 아직까지도 추진 중으로 나타나고 있다.

### 행정

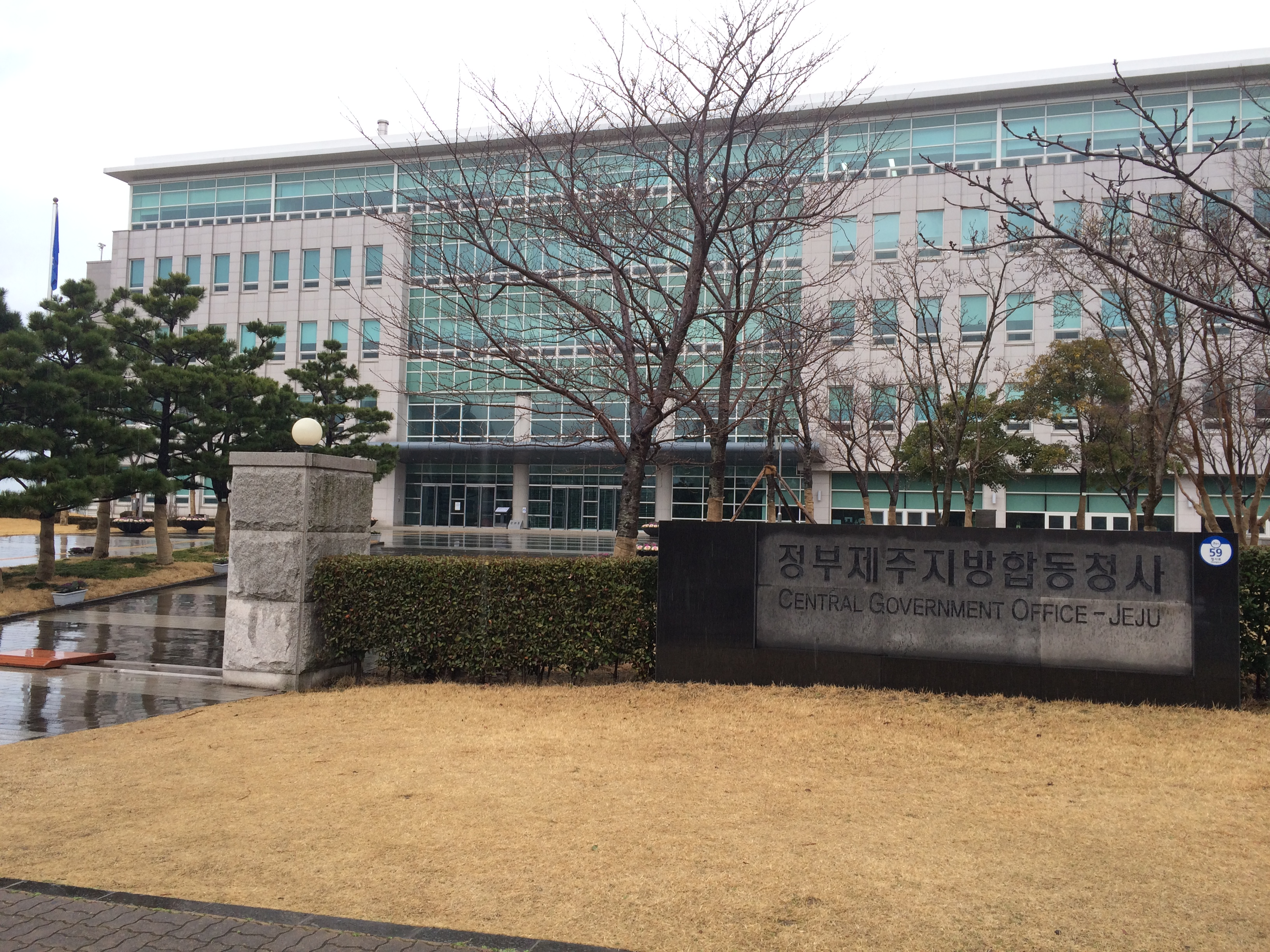
정부제주지방합동청사

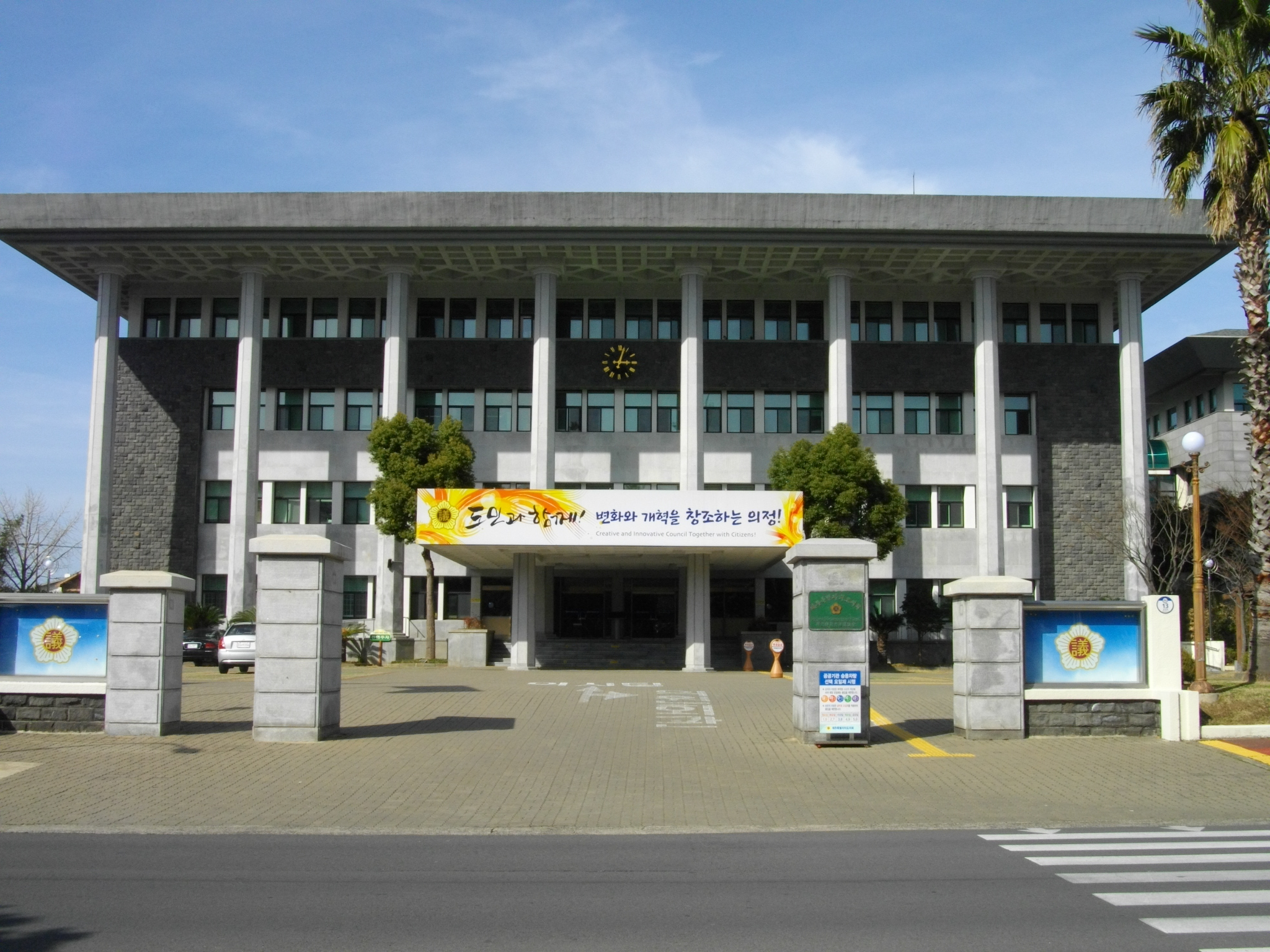
제주특별자치도의회 청사

제주특별자치도는 외교, 국방, 사법 등을 제외한 자치권이 보장되는 특별자치도다. 사람과 상품, 자본이 자유롭게 이동할 수 있고 기업 경영하기가 편한 국제자유도시 체제로서 자치경찰, 자치교육, 주민소환이라는 큰 틀에 따라 웬만한 행정사항은 제주특별자치도가 스스로 결정, 판단하고 실행할 수 있다.
특히 교육과 의료ㆍ관광 개방이 이루어져 특별자치도의 자치가 최대한 보장되고 있다. 우선 교육 분야에서 교육과정을 자율적으로 운영할 수 있는 자율학교와 외국인 투자자 및 국내ㆍ외 해외유학 수요를 흡수하기 위한 국제고등학교 설립이 가능하다. 제주특별자치도는 2014.8.29 한국국제학교(KIS) 고등학교 건물 준공식이 열렸다. 2014년 8월 29일 또 유ㆍ초ㆍ중등 및 대학은 물론 외국교육기관의 설립이 허용되며 외국대학은 도내 대학 또는 전문대 교육시설을 이용해 교육과정을 설치ㆍ운영할 수 있다. 2008년부터 교육감이 주민 직선으로 선출되며, 교육감은 자율학교ㆍ국제고ㆍ외국인학교 설립ㆍ운영에 전권을 행사한다.
또한 기업에 대한 지원은 타 광역지방자치단체와 비교해 볼때 매우 파격적으로 내ㆍ외국인 구분없이 관광ㆍ의료ㆍ교육ㆍ정보통신산업 등에 500만 달러 이상 투자하면 재산세를 10년간 받지 않으며 IT·BT 등 첨단 산업에 대한 국ㆍ공유지의 임대기간은 50년이고, 원하면 연장도 가능하다. 외국인 투자지역에 대한 지방세 감면혜택이 종전 7년간 100%, 3년간 50%에서 15년간 100%로 확대되고 무주택자 한국인에게 민영주택 건설량의 10% 범위 안에서 주택을 특별공급하는 등 외국인 투자기업에 대한 지원이 강화된다.
그리고 제주특별자치도의 관광산업 활성화를 위해 테러 지원국 등 8개 국가 외국인을 제외한 모든 관광객은 비자 없이 왕래할 수 있으며 외국인 전용 카지노의 경쟁력을 강화하기 위해 본래 중앙정부 소관인 설립 감독권 및 관광진흥개발기금 운영권한을 가지고 있다.
이와 동시에 외국 영리법인이 의료기관을 자유롭게 설립할 수 있고, 외국 병원의 내국인 진료도 허용된다. 외국인이 설립한 의료기관은 외국인 환자의 소개ㆍ알선행위도 가능하고 외국인 전용약국도 문을 연다. 또 특별자치도지사가 소속된 자치경찰제가 전국 처음으로 도입돼 운영되고 있다. 자치총경이 단장인 제주자치경찰은 일반범죄에 대한 수사권은 없으나 불심검문, 보호조치 등은 경찰관직무집행법에 따라 수행한다. 단, 수사권은 치안유지를 위해 중앙정부 소속의 제주경찰청 소속의 경찰이 수행한다.
중앙정부에서는 기업에 대한 규제철폐 지원 등과 같이 특별자치도의 자치도를 최대한 보장할 의무가 있어 많은 부분에서의 개혁이 예상된다. 우선, 정부의 기존 권한 가운데 무려 144개 분야 1,060여건이 제주지사에게 넘겨지고, 연내에 ‘행정규제기본법’이 정한 8,000여가지 규제 가운데 제주에 꼭 적용해야 하는 것만 정해둘 예정이다. 동시에 국무총리가 위원장인 제주특별자치도지원위원회와 사무처가 설치돼 규제자유화, 중앙권한의 추가 이양 등 2단계 과제를 추진할 계획이다. 제주특별자치도의 깃발도 2009년 4월 22일부터 새로운 깃발로 교체되고, 제주도를 상징하는 통합 이미지도 발표되었다. 2009년 6월 1일 ~ 6월 2일까지 제주특별자치도에는 한국-아세안 특별정상회의가 열렸다. 그리고 2009년 9월 9일부터 델픽축제가 개최되었으며, 9월 14일까지 개최되었다.

### 행정 구역
2006년 7월 1일부터 제주특별자치도의 출범과 함께 남제주군은 서귀포시로 통합되고 북제주군은 제주시로 각각 통합되었다. 자치행정구역은 폐지되었으며, 제주시와 서귀포시 2개의 행정시만 존재한다.
| 이름     | 한자명   | 인구 (2020) | 구획              |
| -------- | -------- | ----------- | ----------------- |
| 제주시   | 濟州市   | 489,734     | 19 동, 4 읍, 3 면 |
| 서귀포시 | 西歸浦市 | 181,059     | 12 동, 3 읍, 2 면 |

## 인구
제주도는 지리적으로 외부와의 교류가 제한된 도서 지역으로서, 인구 규모가 크지 아니하였다. 조선 후기의 문헌에 의하면 대략 5만 명 내외의 인구가 거주하였으며, 농업을 기반으로 한 자급적 생활과 더불어 유배지로서의 역할이 인구 규모에 일정한 한계를 부여하였다.
일제는 제주도를 군사적·경제적 기지로 활용하였고, 감귤·해산물 등 자원의 개발이 진행됨에 따라 인구가 점차 증가하였다. 1930년대에는 약 20만 명에 이르렀으나, 태평양 전쟁 말기에는 강제 동원과 피난으로 인구 이동이 심화되었다.
광복 이후 귀환자와 난민의 유입으로 인구가 급격히 증가하였다. 그러나 1949년 발생한 제주4·3 사건으로 많은 주민이 희생되거나 육지로 이주함으로써 일시적 감소를 경험하였다. 한국전쟁 발발 후 피난민이 대거 유입되었으나, 종전과 함께 일부는 원거주지로 복귀하였다.
대한민국의 경제 개발 정책과 더불어 제주도의 인구는 점차 증가하였으나, 수도권 및 부산 등 대도시로의 이주가 활발하여 인구 증가율은 상대적으로 완만하였다. 1970년대에 인구는 약 40만 명대에 도달하였고, 1980년대에는 50만 명을 상회하였다. 관광 산업의 성장과 함께 외부 인구의 유입이 본격화되었다. 2002년에는 인구가 50만 명을 돌파하였으며, 2006년 제주특별자치도 출범을 계기로 행정·경제적 기반이 강화되어 인구 증가 속도가 가속화되었다.
2010년 약 55만 명이었던 인구는 2020년경 67만 명에 달하였다. 이 시기의 증가는 이주 열풍, 은퇴자들의 정착, 외국인 근로자와 다문화 가정의 증가 등에 기인하였다. 농·어업 인구는 감소하였으나 관광 및 서비스업 종사자가 크게 늘어남에 따라 인구 구조의 변화가 두드러졌다. 2025년 현재 제주특별자치도의 인구는 약 68만 명 내외로 추산된다. 내국인뿐 아니라 외국인의 유입이 활발하여 다문화적 성격이 강화되었으며, 한편으로는 출산율 저하와 청년층의 수도권 유출로 인구 증가세는 둔화되는 양상을 보이고 있다.
2014년 4월말 기준 제주특별자치도의 인구는 240,259세대, 608,313명이다. 주민등록 인구는 남성 299,643명, 여성 298,372명이다. 등록 외국인은 8,074명이다.
| 인구 변동 추이 | 인구 변동 추이 | 인구 변동 추이 | 인구 변동 추이 |
| 년도           | 인구           | 인구밀도       | 비고           |
| -------------- | -------------- | -------------- | -------------- |
| 1970년         | 365,522명      | 200.86명/km2   |                |
| 1975년         | 411,372명      | 206.22명/km2   |                |
| 1980년         | 462,755명      | 253.57명/km2   |                |
| 1985년         | 488,576명      | 267.74명/km2   |                |
| 1990년         | 514,608명      | 281.88명/km2   |                |
| 1995년         | 519,394명      | 281.46명/km2   |                |
| 2000년         | 543,323명      | 294.28명/km2   |                |
| 2005년         | 559,747명      | 302.85명/km2   |                |
| 2010년         | 571,255명      | 312.19명/km2   |                |
| 2011년         | 576,186명      | 315.43명/km2   |                |
| 2012년         | 592,449명      | 320.52명/km2   |                |
| 2013년         | 593,806명      |                |                |
| 2014년         | 607,346명      |                |                |
| 2015년         | 624,395명      |                |                |
| 2016년         | 641,597명      |                |                |
| 2017년         | 657,083명      |                |                |
| 2018년         | 667,191명      |                |                |

## 산업
제주특별자치도는 지질 특성상 농업이 거의 잘 되지 않는 곳으로 벼 농사는 극히 드문 지역에서만 행해지는 지역이다. 1차 산업은 감귤 농사를 주로 한다. 관광업이 이뤄지는 곳이다. 수산업도 이뤄진다. 제주특별자치도는 동방의 하와이라고 불리는 곳이다. 제주도를 찾아오는 관광객 중 외국인 관광객은 일본인 관광객이 1위를 차지했었다. 하지만 중화권에도 제주도가 많이 알려지면서 중국인 관광객도 증가하고 있는 추세이고 중국인 관광객이 외국인관광객들 중 36만 1,000명으로 늘어나면서 1위를 차지했다.

### 농·목업

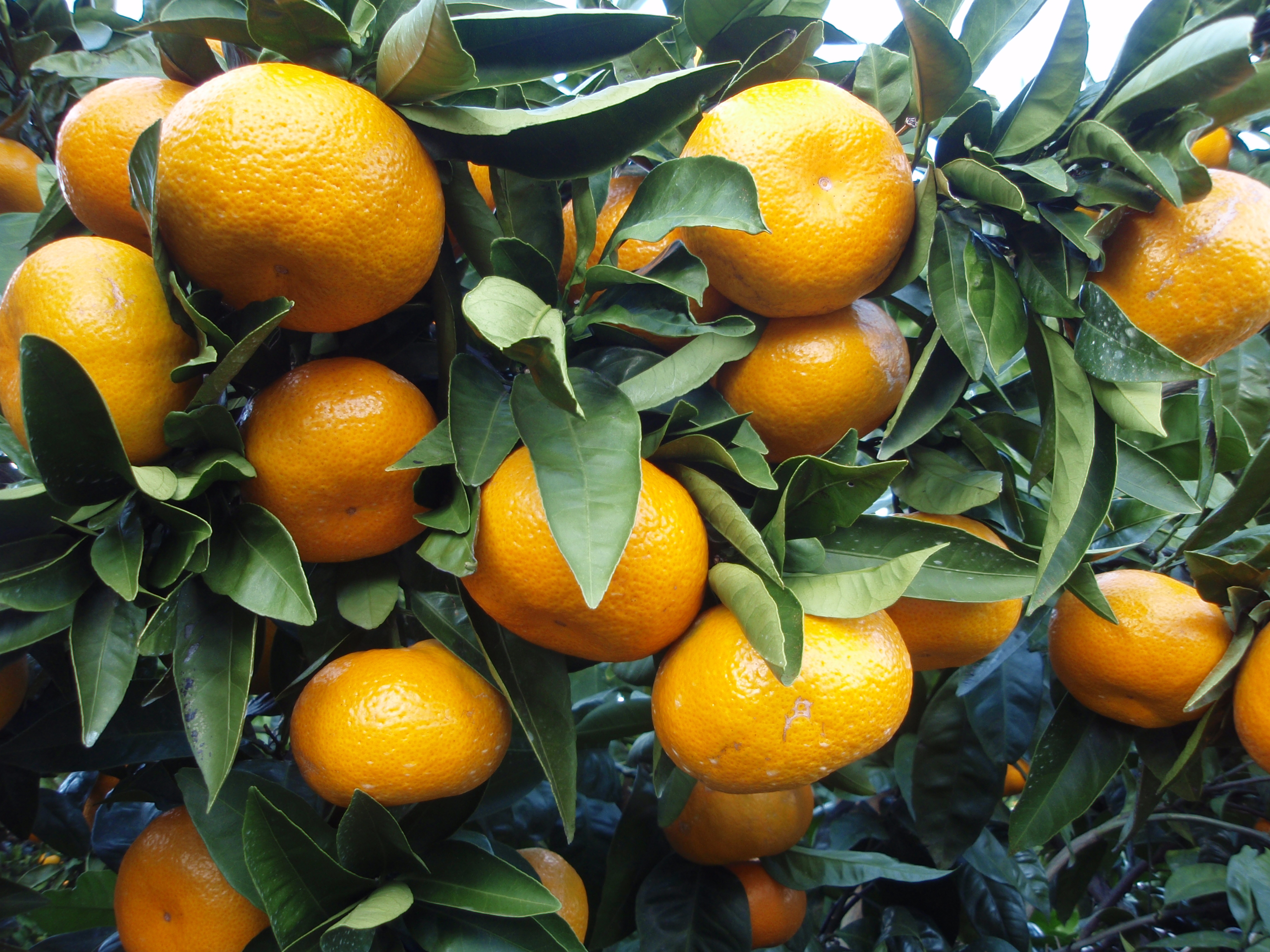
제주의 대표적인 특산물 감귤

따뜻하고 비가 많은 기후, 기름진 토양, 넓은 경작지 등 난대성 농업에 적합하나, 보수력(保水力)이 약해 논농사는 불리하다. 경지 면적은 59,167ha로 총면적의 30%이며, 경지이용률은 140%로 전국에서 가장 높으나, 경지 중 논의 비율은 1.1%에 불과하고 나머지는 모두 밭과 과수원이다.
농가 인구는 총 118,709명, 농가는 39,784가구다. 농업은 원예농업이 성한 것이 특징인데, 특히 과수원예가 발달하여 감귤은 대한민국에서 거의 유일하게 경제적인 재배가 가능한 곳으로, 감귤 농업은 제주도의 가장 대표적인 산업으로 알려져 있다. 감귤의 주산지도 서귀포에서 제주로 확대되고 있으나, 최근에는 감귤 단작에 따른 피해를 줄이기 위해 감귤의 품종을 다양화하고 참다래 등 대체 과수 재배를 확대하고 있으며, 온실 재배에 의한 바나나·파인애플·망고 등의 열대성 작물 재배도 늘리며, 식량작물은 2002년 맥류 14,621톤, 두류 6,902톤, 서류 20,862톤을 각각 생산했고, 감귤은 788,679톤을 생산하여 총 316,494,000,000원의 수입을 올렸다.
한라산 기슭은 천연의 목장으로 고려 때부터 국영 종마장이 있었고, 지금도 66,000ha의 목초지가 조성되어 있다. 100여 곳의 기업 목장에서 소·젖소·면양·말 등을 사육하며, 토종 농작물인 쌈용 콩잎과 푸른 독새기 콩 등이 있다.
경사진 지형이 많은 관계로, 제주특별자치도에서는 기아 세레스같은 4륜구동 트럭을 많이 이용한다.

### 수산업
어업에 종사하는 인구수는 2002년 12월 20,390명으로 농업을 겸한 어민이 68.6%나 된다. 어선수는 3,099척이며 수산물로는 갈치·고등어·도미·조기·삼치·전갱이·방어·소라·오징어·꽃게·새우·톳·미역·다시마·우뭇가사리 등이 난다. 이 밖에 양이 많지 않지만 전복, 소라, 해삼 등이 잡힌다. 제주·서귀포·김녕·한림·모슬포·성산포·추자도 등은 주요한 어업 기지이며, 연안 어업에 있어서는 해녀들의 활동이 크다. 하지만 현재는 고령층에 한정되어 그 수가 적어졌다.

### 광공업
공업은 대한민국 전체 도 중에서 가장 미약하나, 근래 농산·축산·수산자원과 값싼 노동력을 바탕으로 식품·섬유 등의 공업이 일어나고 있으며, 등록 공장수는 280개소가 있다. 이 중에서 섬유 공장 6개 소, 음식료품 88개소, 비금속광물 66개 소, 화학 공장 21개소, 기계 공장 42개 소, 기타 공장이 25개소인데, 기타 공장은 대부분은 중소 규모의 농수산물 가공과 식품·음료 공장이다.

### 특산물
감귤과 돌하르방이 유명하며, 그 밖에 말, 돼지, 갈옷, 옥돔·젓갈류·넙치·성게·소라 등 각종 해산물이 알려져 있다. 제주석·제주향수·먹는샘물·송이벽돌·술(허벅술, 백록담, 한라산)·설록차·토종꿀·마늘샘·양파샘·토마토·양파·양배추·당유자차·귤호박잼·어성초차·어성초엿·꿩엿·선 인장차·양란(심비디움)·백합·김치·당근(농축액)·흑대두·당근·표고버섯·찐톳 등도 유명하다.

## 문화 · 관광
제주특별자치도에는 한국의 다른 지방과 다른 독특한 문화가 있다. 제주특별자치도에는 여러 전설과 설화가 이어져 내려오고 있으며 유명한 설화로는 설문대할망 신화, 삼성 신화, 이어도 설화 설화 등이 대표적이다. 이어도 설화와 관련하여 이어도사나라는 민요가 전해진다. 또한, 제주도는 예로부터 무속이 성하여 무가(巫歌)가 잘 보존되어 있다.
- 제주특별자치도의 축제
- 제주특별자치도의 사찰

### 제주 방언
제주 방언은 한국의 다른 지방 방언과 매우 달라서 제주어라는 또 다른 언어로 분류할 정도로 이질적이다. 언어학적으로 한반도의 언어보다는 일본어에 가깝다. 현재는 노인층 화자를 중심으로 명맥이 이어지고 있지만 화자가 노인층에 국한되고 청장년 계층은 거의 사용하지 않는다고는 하지만 제주인들이 내지인과 제주인을 구분하는 용도로 사용한다. 그래서 유네스코는 제주어를 5개의 소멸 위기 단계 중 4단계인 ‘아주 심각하게 위기에 처한 언어’로 분류했다. 그러나 최근 문화적 다양성의 각광받으면서 제주어에 대한 재조명이 이루어짐에 따라 교육과 활용이 활발해지고 있다.

### 박물관[46]
- 테디베어 뮤지엄
- 믿거나말거나 박물관
- 아프리카 박물관
- 초콜릿랜드
- 박물관은 살아있다
- 아쿠아플라넷 제주 보관됨 2012-07-28 - 웨이백 머신
- 에코랜드
- 제주허브동산
- 제주돌문화공원
- 세계자동차박물관
- 유리의 성
- 더 마 파크
- 제주티파크 보관됨 2017-09-12 - 웨이백 머신
- 국립제주박물관
- 제주민속자연사박물관
- 제주도립미술관
- 해녀박물관
- 소인국 테마파크
- 감귤박물관
- 기당미술관
- 이중섭미술관
- 제주교육박물관
- 넥슨컴퓨터박물관
- 오설록 티 뮤지엄

### 올레길
올레길은 사단법인 제주올레에서 발굴한 도보여행자가 다니는 길로, 작은 길을 뜻하는 제주도 방언에서 유래하였으며, 제주도 해안가 전체에 조성되어 있다.
코스는 다음과 같다.
- 1코스 시흥-광치기 올레
  - 1-1코스 우도 올레
- 2코스 광치기-온평 올레
- 3코스 온평-표선 올레
- 4코스 표선-남원 올레
- 5코스 남원-쇠소깍 올레
- 6코스 쇠소깍-외돌개 올레
- 7코스 외돌개-월평 올레
  - 7-1코스 월드컵경기장-외돌개 올레
- 8코스 월평-대평 올레
- 9코스 대평-화순 올레
- 10코스 화순-모슬포 올레
  - 10-1코스 가파도 올레
- 11코스 모슬포-무릉 올레
- 12코스 무릉-용수 올레
- 13코스 용수-저지 올레
- 14코스 저지-한림 올레
  - 14-1코스 저지-무릉 올레
- 15코스 한림-고내 올레
- 16코스 고내-광령 올레
- 17코스 광령-산지천 올레
- 18코스 산지천-조천 올레
  - 18-1코스 추자도 올레
- 19코스 조천-김녕 올레
- 20코스 김녕-하도 올레
- 21코스 하도-종달 올레

### 자연 · 문화유산

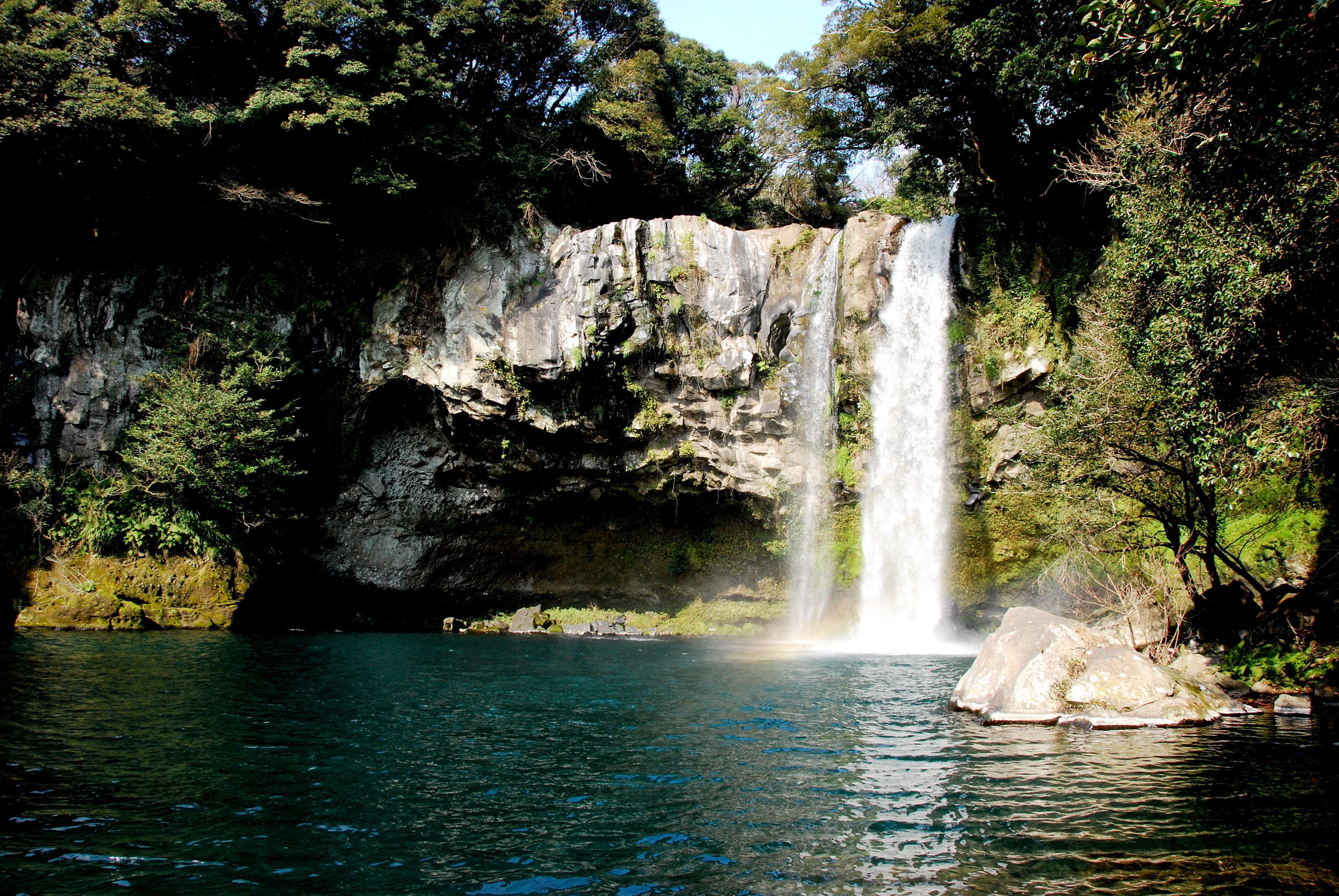
천지연폭포

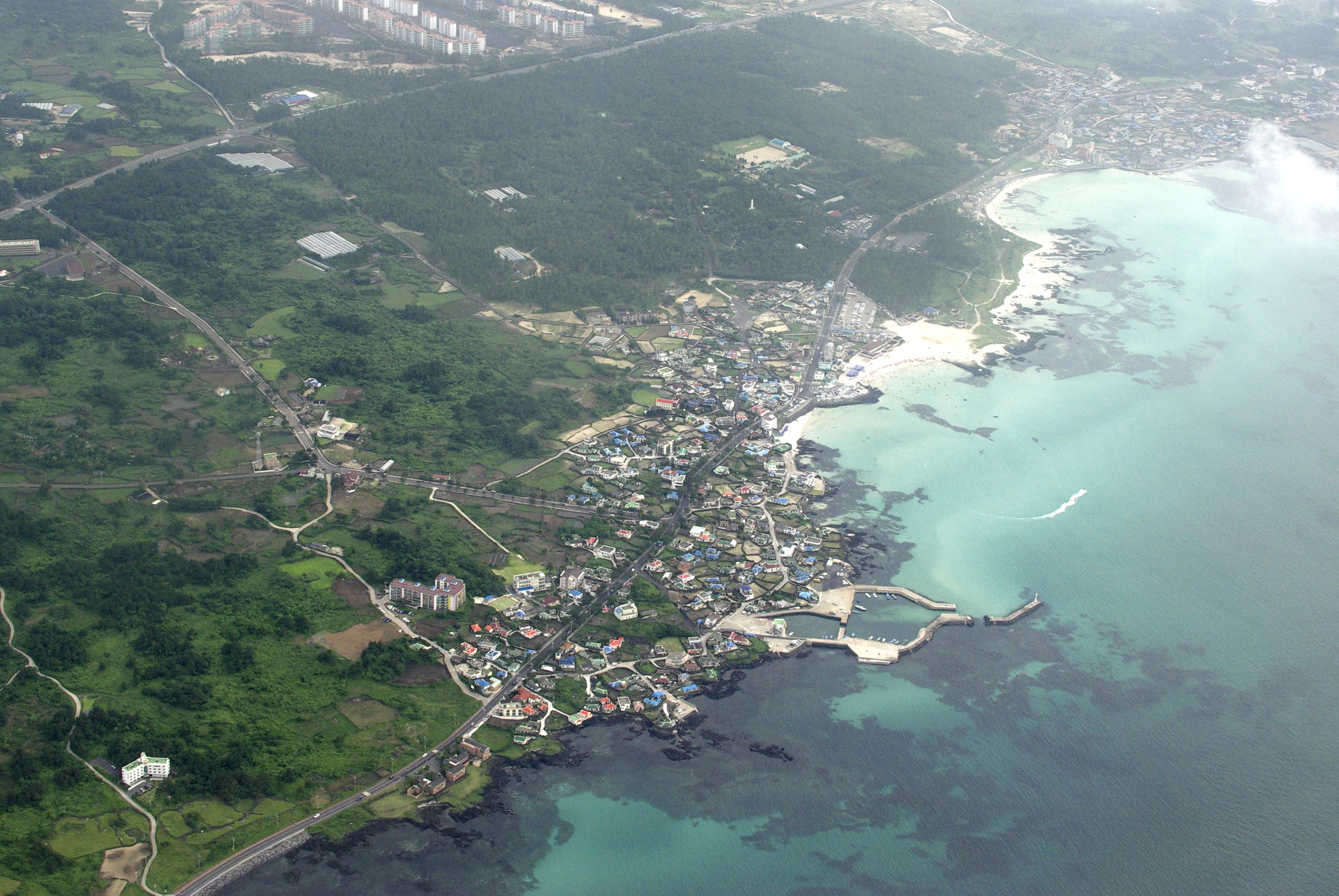
상공에서 본 협재해수욕장과 그 일대

유네스코(UNESCO)가 인정한 생물권보전지역, 세계자연유산, 세계지질공원까지 자연과학분야에서 3관왕을 달성한 세계에서 유일 한 지역이다.

### 세계자연유산 등재
2007년 6월 27일 제 31차 세계유산위원회의에서 만장일치로 제주 화산섬과 용암동굴이 세계자연유산에 등재되었다.
- 제주 화산섬과 용암동굴 (Jeju Volcanic Island and Lava Tubes)
  - 거문오름용암동굴계
    - 거문오름
    - 벵뒤굴
    - 만장굴
    - 미천굴
    - 김녕굴
    - 용천동굴
    - 당처물동굴

### 생물권보전지역 지정
2002년 유네스코 생물권 보전지역으로 선정된 곳은 다음과 같다.
- 한라산
- 돈내코
- 효돈천
- 범섬
- 문섬
- 섶섬

### 세계지질공원
2010년 유네스코 세계지질공원 네트워크(GGN)에 세계지질공원 후보지로 신청하여 인증을 받았다.
- 한라산
- 성산일출봉
- 만장굴
- 산방산
- 용머리해안
- 수월봉
- 중문대포해안 주상절리대
- 서귀포패류화석층
- 천지연폭포

### 인류무형문화유산
유네스코에서 제주의 해녀 문화를 인류무형문화유산으로 지정하였다.

### 중문관광단지
- 천제연폭포
- 대포주상절리
- 테디베어 뮤지엄
- 믿거나 말거나 박물관
- 여미지 식물원
- 제주유리박물관
- 오설록 티 뮤지엄
- 아프리카 박물관

### 제주신화역사공원
- 제주신화월드

## 스포츠
| 종목 | 리그명 | 팀명            | 창단연도 | 홈 경기장        |
| 축구 | K리그1 | 제주 유나이티드 | 1982년   | 제주월드컵경기장 |

### 축구
제주특별자치도는 제주월드컵경기장을 홈구장으로 사용하는 K리그1 소속 제주 유나이티드가 활동하고 있으며, 제주특별자치도에 있는 유일한 프로 스포츠 클럽이다.
가장 큰 스포츠 행사로는 백호기 축구대회가 있다. 백호기 축구대회는 제주도 내 초등학교, 중학교, 고등학교 등 축구부가 참여하며, 각 학교간 자존심 대결 못지않게 다채로운 응원전으로 유명하다.

### 레저
다양한 프로그램을 통해 골프, 패러글라이딩, 스쿠버다이빙, 스포츠승마, 윈드서핑 등의 레포츠를 즐길 수 있다.

## 교통

### 도로
대한민국의 도 중에서 유일하게 고속국도와 일반국도가 없다. 일반국도의 경우 2008년에 모든 일반국도가 지방도로 격하되어 사라졌다. 제주특별자치도 내 도로의 총연장은 3,206km고 포장률은 84%다. 국가지원지방도는 97호선이 유일하다. 지방도는 1112, 1114, 1115, 1116, 1117, 1118, 1119, 1120, 1121, 1122호선 등은 순수 지방도이며, 1131, 1132, 1135, 1136, 1139호선 등은 국도였던 지방도다.

### 대중교통
제주특별자치도는 한국의 다른 지방과 달리 철도가 없다. 과거에는 제주도순환궤도라는 철도가 있었으나 폐선되었다. 주요 대중교통으로 택시와 버스가 이용된다.

#### 항공

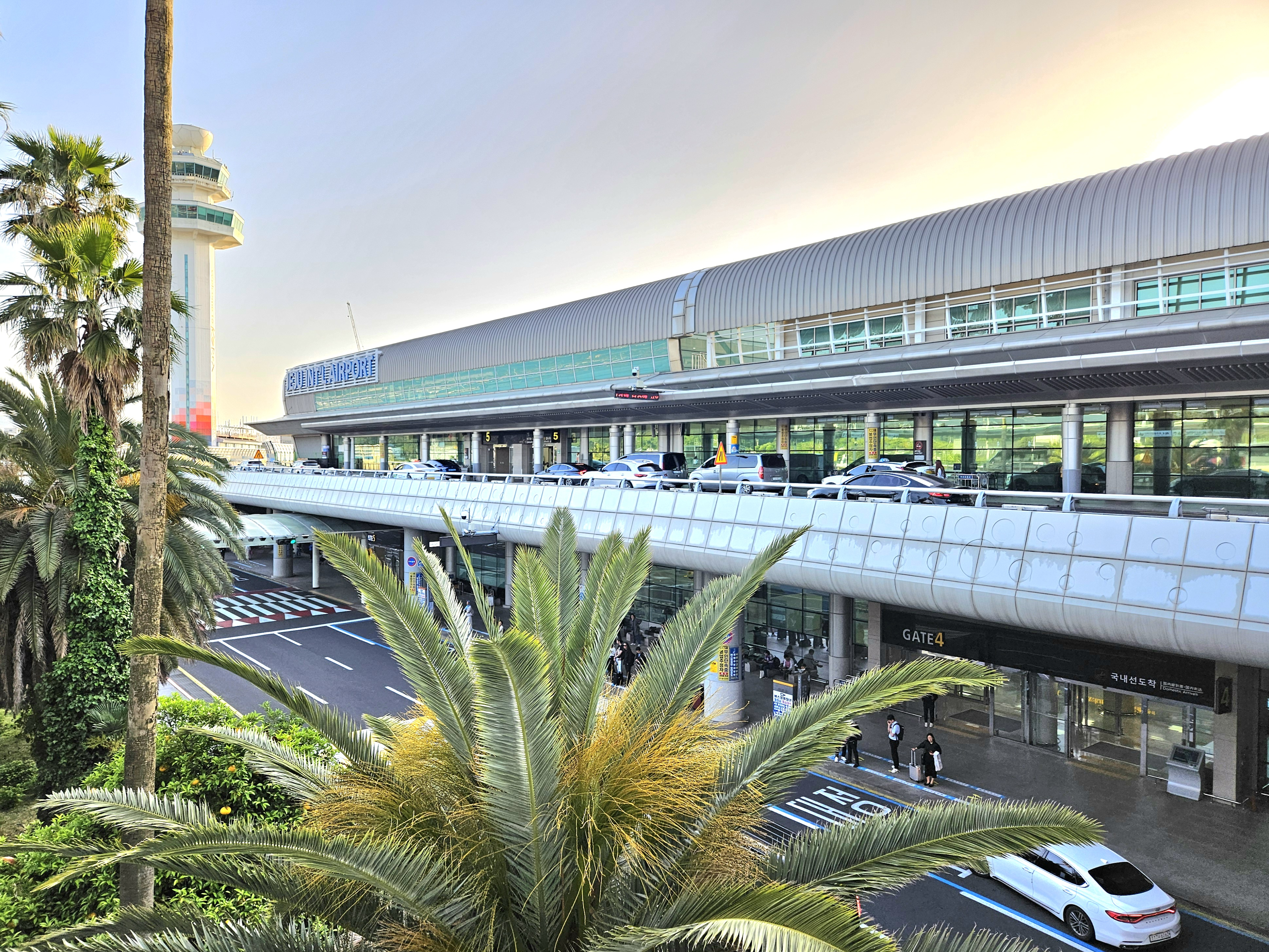
제주국제공항

항공 교통으로는 1968년에 지은  제주국제공항이 유일하다. 이용객 수와 운항횟수로는 인천국제공항 다음으로 두 번째로 많은 대한민국의 이용객이 많은 공항이다. 국제선은 일본의 도쿄·오사카, 중화민국의 타이베이, 중화인민공화국의 베이징·상하이 등지에 직항로가 개설되어 있다. 국내선은 대한항공, 아시아나항공, 제주항공, 진에어 등이 서울, 부산, 대구, 인천, 광주, 여수, 진주, 포항, 울산, 청주, 원주 등 대한민국 각 주요 도시를 운항하고 있다.
한편 2015년 11월 10일 국토교통부에서 제주도 제2공항 건설을 공식 발표하였다.(하지만 지금까지 건설되지 않았다)

#### 해상
해상교통은 3천t급 이상의 카페리호가 제주해협을 통해 한국 본토(목포·부산·완도·녹동·여수)에 취항하고 있으며, 제주항을 기점으로 목포는 1일 2회(2만4천t급 씨스타크루즈호, 산타루치노호), 완도는 2회, 해남우수영 ·부산·녹동·여수는 각 1회 등으로 왕복한다. 장래에는 제주도에서는 울릉도 관광 환승 활성화 및 국제화 무대 진출을 위해 울산 경유 포항행 배편, 고토 열도, 나가사키항 등은 물론 규슈 제1의 관문인 후쿠오카시의 하카타항 방면 부정기 여객선 취항이 예정되어 있다.

#### 철도
제주도에는 철도(제주도전철)가 없다.

## 교육
제주특별자치도는 105개의 초등학교, 41개의 중학교, 29개의 고등학교, 6개의 대학교 등이 있다.
종합대학
- 제주대학교 (국공립)
- 한국방송통신대학교 제주지역대학 (국공립)
- 제주국제대학교 (사립)

전문대학
- 제주관광대학교 (사립)
- 제주한라대학교 (사립)

## 기업

### IT
- 제주반도체
- 카카오

### 방송
- KBS제주방송총국
- 제주문화방송
- 제주방송
- 기독교제주방송
- 제주교통방송
- 제주극동방송
- 제주불교방송
- 제주국악방송
- 서귀포국악방송

### 금융
- 제주은행

### 항공
- 제주항공

### 공기업
- 제주관광공사
- 제주국제자유도시개발센터

## 대형마트
- 이마트 서귀포점
- 이마트 신제주점
- 이마트 제주점
- 롯데마트 제주점
- 홈플러스 서귀포점

## 갤러리

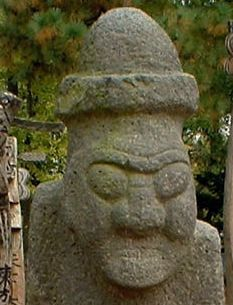
돌하르방
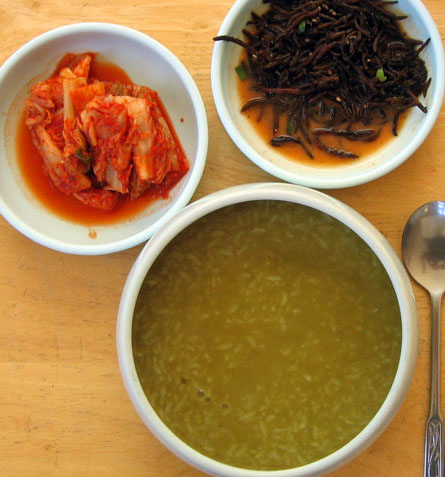
전복죽
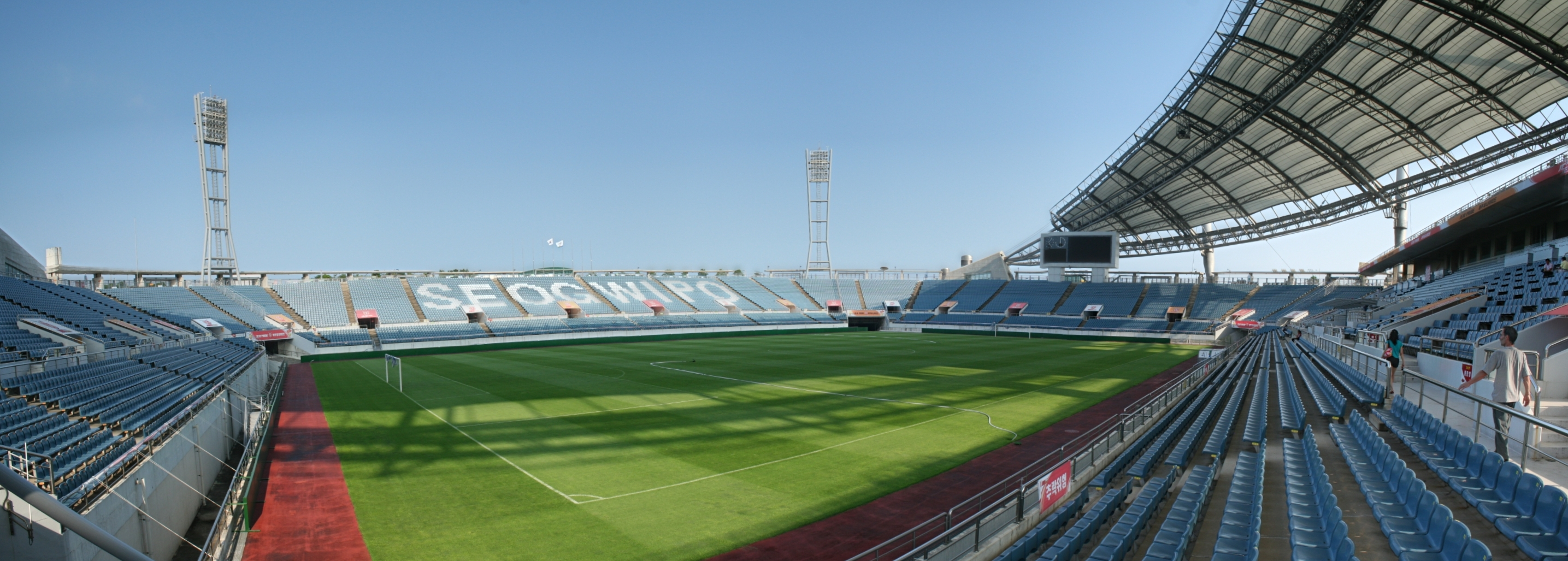
제주월드컵경기장
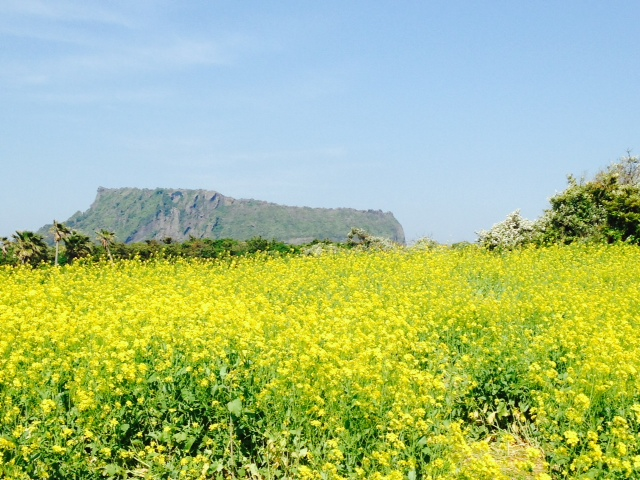
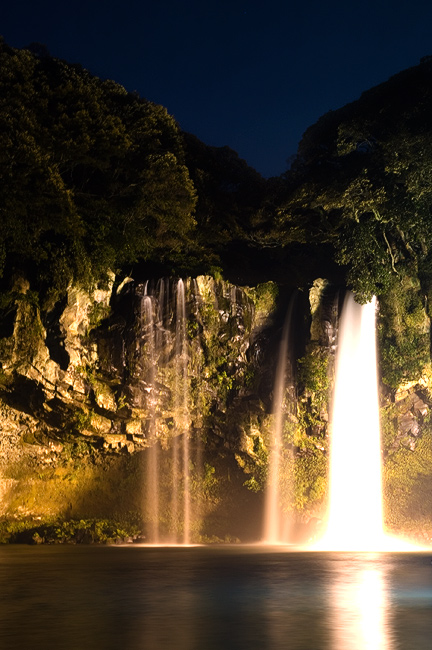
천지연폭포
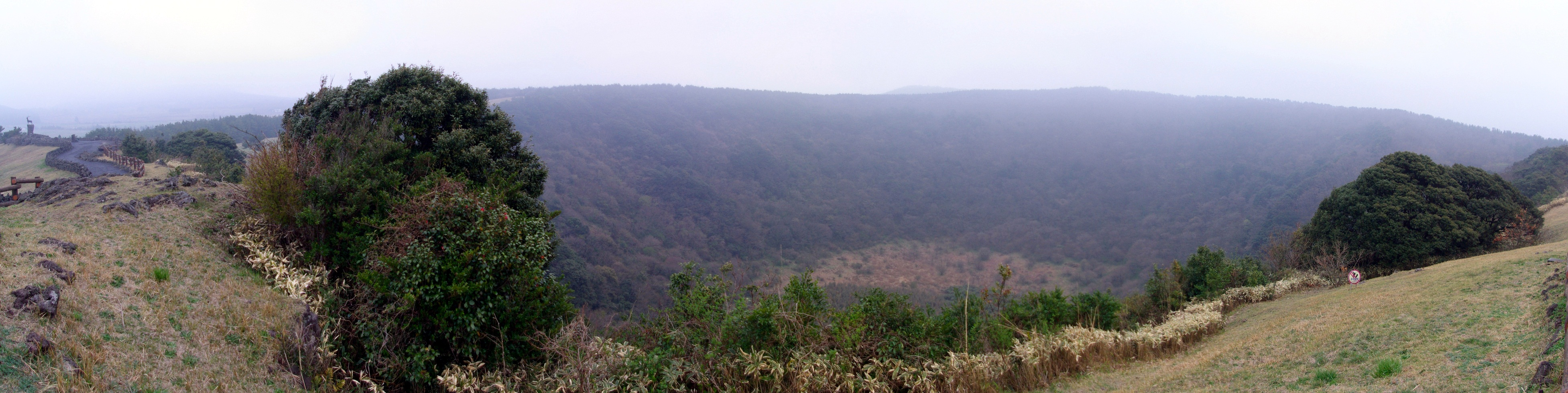
산굼부리

## 자매 도시
| 지역 & 국가 | 도시             |
| ----------- | ---------------- |
| 러시아      | 사할린주         |
| 미국        | 하와이주         |
| 인도네시아  | 발리주           |
| 일본        | 오키나와현       |
| 중국        | 하이난성(海南省) |
| 포르투갈    | 마데이라 자치구  |

## 성씨
- 제주 고씨
- 제주 양씨
- 제주 부씨

## 같이 보기
- 제주도
- 신제주
- 제주특별자치도청
- 제주특별자치도의회
- 제주도 행정 구역 개편 주민투표
- 특별자치도

## 참고 자료
- 관광객·도민이 추천하는 '제주에서 이것만은 꼭'.제주의소리.2011-11-02
- 제주국제자유도시특별법, 국가기록원